# Ana Obregón
Ana Victoria García Obregón (Madrid, 18 de març de 1955) més coneguda com a Ana Obregón, és una actriu, presentadora, cantant, ballarina, guionista i escriptora espanyola molt coneguda en l'àmbit de la televisió, tant en sèries de ficció com en programes i concursos televisius. Des de fa molts anys és un dels rostres més populars de la premsa rosa espanyola.

## Primers anys
Va néixer a Madrid l'any 1955; filla d'Antonio García Fernández (18 de febrer de 1926) i Ana María Obregón Navarro, de petita va estudiar ballet clàssic i piano. Anys més tard es va llicenciar en Biologia per la Universitat Complutense de Madrid.
Va debutar al cinema el 1979 i va mantenir una incipient trajectòria filmogràfica amb diverses pel·lícules de mitja ressonància en àmbit nacional, en general de destapi o acció rodades en la seva major part a Espanya i algunes en altres països com França, els Estats Units i Itàlia. Entre aquests films destaquen Tres dones d'avui (amb Norma Duval) i Bolero (1984), amb Bo Derek, Andrea Occhipinti, George Kennedy i Mirta Miller. Aquesta comèdia eròtica dirigida per John Derek va ser estrenada en més de 1000 sales als Estats Units, fins a tal punt que aconseguí ser número 3 en taquilla. Va treballar amb Vicente Aranda.
Va realitzar una intervenció en un doble capítol de la sèrie nord-americana L'Equip A, el 1985. Després d'això, després d'actuar en diverses pel·lícules va decidir continuar la carrera artística als Estats Units com a actriu tornant a Espanya. Una de les últimes pel·lícules va ser la reeixida comèdia La vida alegre (1987) de Fernando Colomo.
A mitjan dècada de 1980 va començar a espaiar la seva activitat cinematogràfica per intensificar les aparicions en televisió, participant en el programa Sense dir ase ni bèstia (1985), del còmic Pedro Ruiz, en què va participar en una paròdia dels informatius en la qual a més va col·laborar José Luis Coll. També va exercir com a guionista, empresària i es va dedicar a la gestió de l'empresa constructora que posseeix la seva família.

## Èxits televisius
A Espanya va collir grans èxits d'audiència com a presentadora de televisió en concursos com Què apostem? al costat de Ramón García, l'èxit del qual els va atorgar ser la parella televisiva més reeixida dels anys 90, amb excel·lents audiències, campanades i fins a un CD que van gravar com duo rècord de vendes pel gran acolliment de Què apostem?. No seria l'únic CD que gravaria Obregón, ja que "Fredy el Croupier" seria la seva primera pel·lícula protagonista com a cantant i trauria un CD a la venda.
Va retransmetre les campanades de finalització d'any per TVE al costat de Joaquín Prat el 1994, i al costat de Ramón García el 1995 i 2004.
Posteriorment, va desenvolupar la seva faceta com a guionista. Al març de 2002 va estrenar en TVE la sèrie Ana i els 7, en la qual també interpretava el paper protagonista d'una stripper que aconsegueix per casualitat el treball de mainadera en una luxosa mansió on viu un adinerat vidu, interpretat per Roberto Alvarez, amb set fills, el seu còmic majordom, interpretat per Javivi, i la cuinera. En la mansió, amagant la seva "doble vida", sofreix nombroses aventures i s'enamora del vidu. La sèrie va collir un èxit inesperat durant tres anys, fregant fins i tot els set milions d'espectadors, fins que la pròpia actriu va decidir donar-li un final.
Més tard Ana emprèn un altre projecte: el 20 de setembre de 2006 estrena en Antena 3 la sèrie Elles i el sexe feble, que era una versió espanyola de la sèrie Sexe a Nova York, en la qual encarnava una presidenta de govern i que no va aconseguir l'èxit de la seva sèrie anterior com estava previst. Aquest ha estat l'últim paper protagonista en una ficció fins avui encara que l'actriu ha intentat tornar amb diversos projectes elaborats per ella.
En l'últim trimestre de 2008 participa com a concursant al programa Mira qui balla! de Televisió Espanyola el qual va haver d'abandonar per una lesió malgrat ser de les favorites del públic, però que va brindar amb una gran pujada d'audiència amb l'aparició de l'actriu com a major reclam.
Participant en el programa Salva'm Deluxe va anunciar una nova sèrie escrita i protagonitzada per ella per Telecinco. Va participar liderant en share en La Caixa Deluxe on va ser tendència mundial. Està emesa la seva participació en el programa de Telecinco Més enllà de la vida on va aconseguir un bon 14,6% de share i s'han publicat les seves memòries per a l'editorial planeta que podria ser un projecte televisiu, amb èxit de vendes i signatures en diversos punts del país.
El dia 5 de gener de 2012 va presentar amb èxit en Televisió Espanyola una gala especial anomenada Reyes i Estels, que va liderar en audiència amb un bon 15,2% fent front a la sèrie d'Antena 3 El vaixell i la pel·lícula de Telecinco Shrek Tercer. Per presentar al febrer de 2012 va ser triada a Las Palmas de Gran Canaria per a la gala Drag Queen 2012 del Carnestoltes de Las Palmas de Gran Canaria que es va emetre a TVE-2 per tot Espanya i a TVE en l'arxipèlag canari, amb gairebé 1 milió d'espectadors a Espanya (doblegant la mitjana de la cadena) i milions a tot el món. La presentadora va aconseguir tornar a ser tendència mundial, fet que es repetiria al programa Entrevista a la Carta de TVE, on novament va dominar Twitter sent el tema més comentat al món. En els últims anys, ha participat com a convidada en nombrosos programes de televisió tant a Espanya com als Estats Units, va exercir com a reportera en la Miami Fashion Week entrevistant a nombroses celebritats i té pendents d'estrena un programa en el qual en una autocaravana visita ciutats i ens farà descobrir detalls sobre la vida de 13 personalitats de la talla d'Ava Gardner, Audrey Hepturn, Paul Newman o Marilyn Monroe, i dues pel·lícules nord-americanes: Nadia's Promise ("La Promesa de Nadia") i The Portrait's Secret ("El Secret del Retrat"). L'any 2014 l'actriu realitza el primer paper protagonista com a actriu de teatre en la comèdia Fogots Plus al costat de les actrius Teté Delgado, Fabiola Toledo i Elisa Matilla amb plens absoluts en teatres de tot Espanya que continuarà durant tot el 2015. Recentment, interpreta el paper de Reina Lloba en el film Santiago Apòstol, el fill del Tro, producció hispanoamericana del gallec José Manuel Brandariz.

## Filmografia

### Pel·lícules
| Any  | Pel·lícula                                       | Director                 | Paper                       |
| ---- | ------------------------------------------------ | ------------------------ | --------------------------- |
| 1978 | Asseguts a la vora del matí amb els peus penjant | Antonio José Betancor    |                             |
| 1979 | Cuba                                             | Richard Lester           | Dona                        |
| 1980 | Em vaig oblidar de viure                         | Orlando Jiménez Leal     | Fotògrafa de París          |
| 1980 | Tres dones d'avui                                | Germán Llorente          | Victoria                    |
| 1980 | Fills de papà                                    | Rafael Gil               | Emparo                      |
| 1980 | Una altra vegada adéu                            | Miguel Ángel Rivas       | Ana                         |
| 1981 | Carrera salvatge                                 | Antonio Margheriti       | Janice                      |
| 1981 | Misteri a l'illa dels monstres                   | Juan Piquer Simón        | Meg Hollaney / Meg Calderón |
| 1981 | Belles, blondes et bronzées                      | Max Pécas                |                             |
| 1982 | Cor de paper                                     | Roberto Cellers          |                             |
| 1982 | Retorn al més enllà                              | Juan José Porto          | Nora                        |
| 1982 | Fredy, el croupier                               | Álvaro Sáenz d'Heredia   | Sonia                       |
| 1983 | El tresor de les 4 corones                       | Ferdinando Baldi         | Liz                         |
| 1983 | Una petita moguda                                | Vicente Sáinz            |                             |
| 1984 | Bolero                                           | John Derek               | Catalina                    |
| 1984 | Goma 2                                           | José Antonio de la Lloma | Elisa                       |
| 1987 | Policia                                          | Álvaro Sáenz d'Heredia   | Luisa                       |
| 1987 | La vida alegre                                   | Fernando Colomo          | Carolina                    |
| 1987 | El gran Serafín                                  | José María Ulloque       | Hilda                       |
| 1988 | Sinatra                                          | Francesc Betriu          | Isabel                      |
| 1988 | Jocs prohibits d'una dama                        | Carlo Vanzina            |                             |
| 1988 | Tutta colpa della SIP                            | Gianfranco Bullo         | Lilli Lamberti              |
| 1991 | Ho sap el ministre?                              | Josep Maria Forn         | Marta Figueras              |
| 1996 | Calor... i gelosia                               | Javier Rebollo           | Laura                       |
| 1998 | La mirada de l'altre                             | Vicente Aranda           | Marian                      |
| 2004 | Escola de seducció                               | Javier Balaguer          | Ana Obregón                 |
| 2011 | Torrent 4                                        | Santiago Segura          | Vídua en el cementiri       |
| 2016 | Santiago Apòstol, el fill de tro                 | José Manuel Brandariz    | Regna Lloba                 |
| 2016 | La promesa de Nadia                              | Stephen Bridgewater      | General Álvarez             |
| 2017 | El secret del retrat                             | Janet Alvarez Gonzalez   | Stella                      |

### Sèries de televisió
| Any         | Sèrie                    | Personatge      | Notes                  |
| ----------- | ------------------------ | --------------- | ---------------------- |
| 1983        |                          | Juatina         | 1 episodi              |
| 1983        | Anillos de oro           | Rosa            | 1 episodi              |
| 1984 - 1985 | General Hospital         | Anita           | 3 episodis             |
| 1986        | L'Equip A                | Marta           | 3 episodis             |
| 1987        | Who's the Boss?          | Ana             | 1 episodi              |
| 1988        | El secret del Sahara     | Tamameth        | 4 episodis (Miniserie) |
| 1990        | La mujer de tu vida      | Alicia          | 1 episodi              |
| 1993        | Farmacia de guardia      | Sor Al·leluia   | 1 episodi              |
| 1995        | Juntas pero no revueltas | Olga            | 1 episodi              |
| 1996 - 1997 | La revista               | -               | 2 episodis             |
| 1996 - 1997 | Hostal Royal Manzanares  | Sonsy           | 43 episodis            |
| 1997        | Entre Morancos i Omaitas | Pescadera       | 1 episodi              |
| 1997        | Blasco Ibáñez            | Chita           | 2 episodis (Miniserie) |
| 1998        | Wind on Water            | María           | 1 episodi              |
| 1998 - 1999 | A las once en casa       | Paula           | 54 episodis            |
| 2000 - 2001 | Ala... Dina!             | Gina            | 3 episodis             |
| 2001        | Agent 700                | Katrina         | 1 episodi              |
| 2002 - 2005 | Ana y los 7              | Ana García      | 92 episodis            |
| 2006        | Elles i el sexe feble    | Carla           | 4 episodis             |
| 2008        | Hospital Central         | Celia Tabernero | 2 episodis             |

### Programes de televisió
- Especial Nit de cap d'any 1983: Visqui el 84 (1984).
- L'últim sopar...del 88 (1988)
- Calent (1991).
- Què apostem? (1993-1998), presentadora
- Gràcies per tot (1994-1997), presentadora
- Especial Nit de cap d'any 1994: Dotze a les dotze (1995)
- Especial Nit de cap d'any 1995: La primera de l'any (1996)
- Gràcies per tot (1997)
- Jo vaig ser a Eurovisió (1998)
- Especial Nit de cap d'any 1997: Seguim sent la primera (1998)
- L'aneguet lleig (2000)
- L'estiu ja va arribar (2002), presentadora
- Múrcia quin bella ets! (2002), presentadora
- Mira quién baila (2008)
- Gal·la Especial Nit de Reyes i Estels (2012)
- Dissabte sensacional (2014)
- El meu cor és teu (2014), participació especial.
- En la teva o en la meva (2016) convidada.

## Teatre
- Fogots plus (2015)